# Дацін
Дацін (спрощ.: 大庆; піньїнь: Dàqìng; раніше називався як Тахін) — префектура на рівні міста провінції Хейлунцзян, Китайська Народна Республіка. Назва буквально означає «велике свято». Дацін — це нафтова столиця Китаю і свого часу пережив феноменальний бум, оскільки 1959 року на його території було виявлене нафтове родовище.
Населення Даціна за переписом 2010 року складало 2 963 458, з яких 1 415 268 жили в забудованій території 4 з 5 міських округів: Сарту, Лунфен, Жанхулу і Хунґан.

## Географія
Лежить у західній частині провінції, на схід від річки Нуньцзян і на північ від Сунгарі.

### Клімат
Місто знаходиться у зоні, котра характеризується вологим континентальним кліматом зі спекотним літом. Найтепліший місяць — липень із середньою температурою 23.1 °C (73.6 °F). Найхолодніший місяць — січень, із середньою температурою -19 °С (-2.2 °F).
| Клімат Даціна           | Клімат Даціна | Клімат Даціна | Клімат Даціна | Клімат Даціна | Клімат Даціна | Клімат Даціна | Клімат Даціна | Клімат Даціна | Клімат Даціна | Клімат Даціна | Клімат Даціна | Клімат Даціна | Клімат Даціна |
| Показник                | Січ.          | Лют.          | Бер.          | Квіт.         | Трав.         | Черв.         | Лип.          | Серп.         | Вер.          | Жовт.         | Лист.         | Груд.         | Рік           |
| Середня температура, °C | −19           | −14,8         | −4,6          | 6,1           | 14,3          | 20,3          | 23,1          | 21,3          | 14,5          | 5,4           | −6,4          | −15,9         | 3,7           |
| Норма опадів, мм        | 1.1           | 1.8           | 5             | 15.8          | 27.6          | 63.2          | 135.6         | 90.7          | 48            | 14.7          | 4.1           | 2.2           | 409.8         |
| Днів з опадами          | 3,3           | 3,6           | 3,5           | 5,1           | 8,4           | 11,6          | 14,5          | 12,2          | 9,9           | 5,9           | 3,8           | 4,1           | 85,9          |
| Вологість повітря, %    | 71.1          | 66.8          | 54.9          | 47.6          | 48.1          | 62.6          | 76            | 76.8          | 68.7          | 60.1          | 66.3          | 70.2          | 64.1          |
| ----------------------- | ------------- | ------------- | ------------- | ------------- | ------------- | ------------- | ------------- | ------------- | ------------- | ------------- | ------------- | ------------- | ------------- |
| Джерело: Weatherbase    |               |               |               |               |               |               |               |               |               |               |               |               |               |

## Історія
У регіоні, що тепер відомий, як префектура Дацін, за правління династії Цін не було ніякого населення, лише періодично відбувались полювання ойратських племен по болотах і степах. Регіон почав розвиватись після того, як Царська Росія побудувала 1898 року Китайсько-Східну залізницю (КСЗ) через цей район. Залізнична станція Сарту знаходилась на місці сучасного району Сарту. Його не існувало до 1959 року, аж поки не була виявлена нафта в регіоні в рамках масштабної нафторозвідки Північно-Східної китайської рівнини.
Нафта в районі Даціна була виявлена наприкінці 1950-х років, а буріння почалося 1958 року. Місто з однойменною назвою було засноване наступного року на базі будинків працівників, що добували нафту і газ у Дацінському нафтопромисловому районі для розміщення виробництв, якими могли б скористатися енергетики та нафтохімики, незадовго до 10-річчя утворення КНР.
Назва Дацін буквально означає «велике свято». 26 травня 1960 року було засновано місто Аньда (сьогодні це префектура Суйхуа), адміністративний центр Дацінської нафтопромислової області. П'ять місяців потому, керівні органи нафтопромислового району було перенесено в Сарту. 23 червня 1964 року в місті був також створений спеціальний адміністративний район округу Аньда. 14 грудня 1979 року, місто Аньда було перейменовано.
З моменту свого заснування компанія виступала в якості моделі передової практики в галузі охорони здоров'я китайського уряду.

## Спорт
Найпопулярніший вид спорту в Даціні є футбол. Найбільший спортивний об'єкт за потужністю — Дацінський олімпійський парк-стадіон.

## Адміністративний поділ
Дацін складається з 9 повітових відділень: п'ять районів, три повіти та 1 автономний повіт.
| Мапа адміністративного поділу Даціна                                                  | Мапа адміністративного поділу Даціна | Мапа адміністративного поділу Даціна | Мапа адміністративного поділу Даціна |
| ------------------------------------------------------------------------------------- | ------------------------------------ | ------------------------------------ | ------------------------------------ |
| Сарту ① Жанхулу Датун ② Чжаочжоу Чжаоюань Ліньдянь Дорбод- · Монгол ① Лунфен ② Хунган |                                      |                                      |                                      |
| Статус                                                                                | Назва                                | Ханьцзи                              | Населення (2010)                     |
| Район                                                                                 | Сарту                                | 萨尔图区                             | 328 808                              |
| Район                                                                                 | Лунфен                               | 龙凤区                               | 352 404                              |
| Район                                                                                 | Жанхулу                              | 让胡路区                             | 564 534                              |
| Район                                                                                 | Датун                                | 大同区                               | 234 557                              |
| Район                                                                                 | Хунґан                               | 红岗区                               | 169 522                              |
| Повіт                                                                                 | Чжаочжоу                             | 肇州县                               | 387 463                              |
| Повіт                                                                                 | Чжаоюань                             | 肇源县                               | 388 828                              |
| Повіт                                                                                 | Ліньдянь                             | 林甸县                               | 244 578                              |
| Автономний повіт                                                                      | Дорбод-Монгол                        | 杜尔伯特蒙古族自治县                 | 233 838                              |

## Демографія
В Даціні проживає 2,9 млн. населення, більшість з яких в основному китайці. Також в місті проживає 31 етнічна меншина, включаючи маньчжурів, монголів, корейців та інших національностей. Щільність населення — 112.69 осіб/км², щільність міського населення — 205.07 осіб/км².

## Економіка
Економіка Даціна залежить від нафтової та суміжних галузей. Дацінське нафтопромислове родовище найбільше в Китаї і четверте в світі за видобутком. Нафта становить 60,8 % від ВВП. У 2011 році валовий внутрішній продукт (ВВП) Даціну склав 374 млрд юанів, продемонструвавши зростання на 12,1 % у річному обчисленні. Первинні галузі виробництва (в тому числі сільське господарства, лісое господарство, тваринництво та рибальство) збільшилося на 13,5 % до 13,29 мільярдів юанів. Середньорічні обсяги будівництва зросли на 10,1 %, досягнувши 307 млрд. юанів, у той час як третинні галузі виробництва збільшився на 22,9 % до 53,74 мільярдів юанів. У 2015 році ВВП Даціна склав 298.35 мільярді юанів.

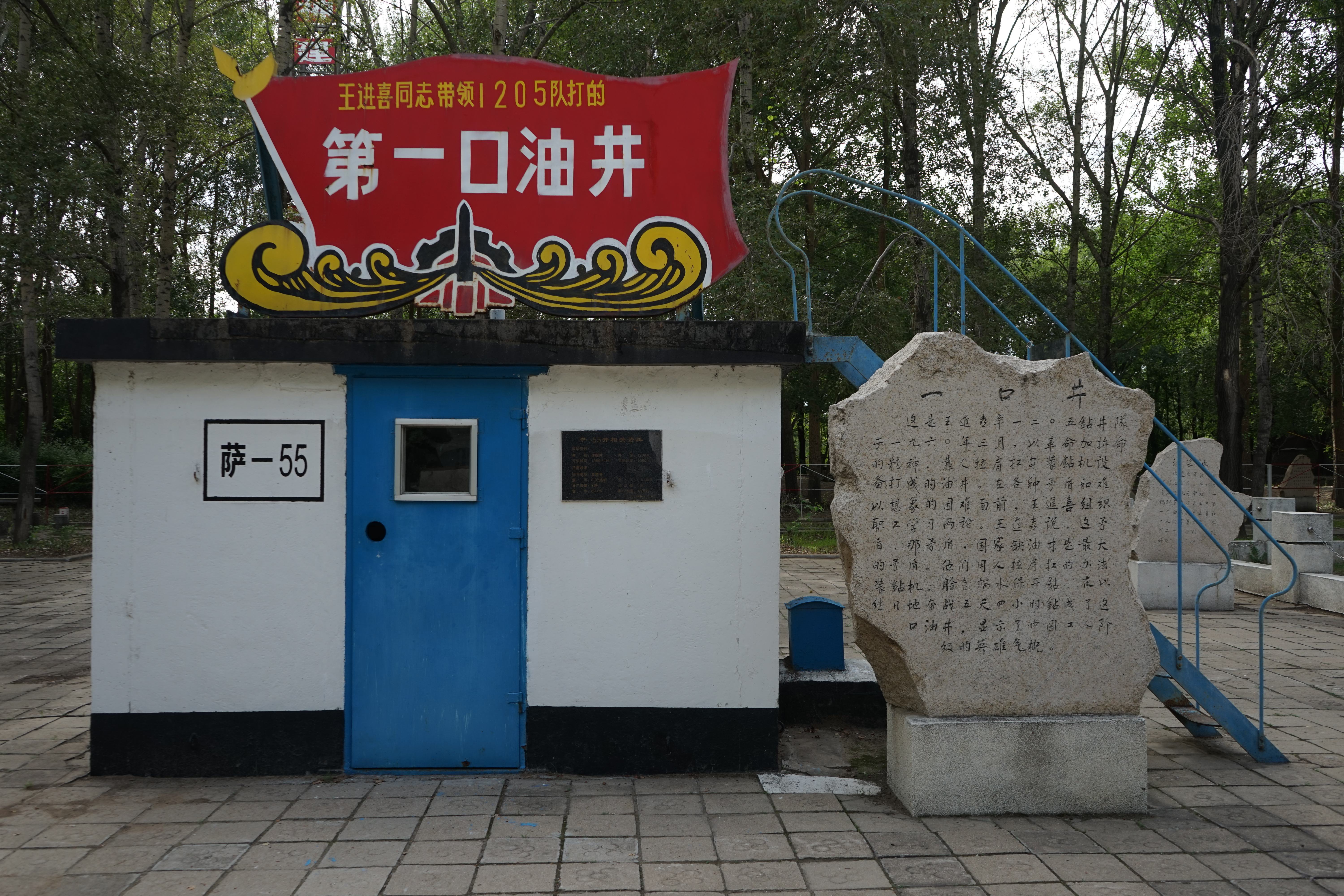
Першу свердловину Sa-55 пробурив Ван Цзіньсі з колегами

Ван Цзиньсі (кит.: 王进喜, відомий як «Залізна Людина» Ван, який очолював бурову бригаду № 1205), будучи працівником Дацінських нафтопромислових підприємств, був визнаний національним героєм через його внесок у нафтову промисловість Китаю.

### Зовнішня торгівля
Експорт Даціна складає більше 10 мільйонів тонн нафти щорічно. Більше 160 сортів парафінів, етилену, нафтового гудрону і бензину експортується в більш ніж 10 країн і регіонів, включаючи США, Велику Британію, Таїланд і Гонконг.
У 2011 році загальний обсяг імпорту і об'єм експорту в Даціні досяг 2,16 млрд дол., що на 40,1 %. Обсяг експорту склав$550 млн, а обсяг імпорту склав$1,61 млрд. Основний експорт Даціну включає в себе шість категорій нафтохімічної продукції, будівельних матеріалів, продуктів харчування, офісних меблів та механічного і електронного обладнання.

### Банківська справа і страхування
В Даціні на кінець 2006 року працювало 32 банківські установи. І жодного банку з іноземними інвестиціями. У 2011 році, ощадні вклади в юанях та іноземною валютою склав 170,5 млрд юанів. Місцевий фінансовий сектор відіграє важливу роль у формуванні Дацінських родовищ і в розвитку нових галузей.
Найбільші банківські установи, що працюють в Даціні: Промисловий і комерційний банк Китаю, Сільськогосподарський Банк Китаю, Будівельний Банк Китаю, Банк Китаю, Китай Зв'язок Банк, Гуандунський Банк Розвитку, міський Комерційний Банк Даціну, Дацінський сільськогосподарський кредитний кооперативний союз та окружний міський кредитний кооператив.

## Транспорт

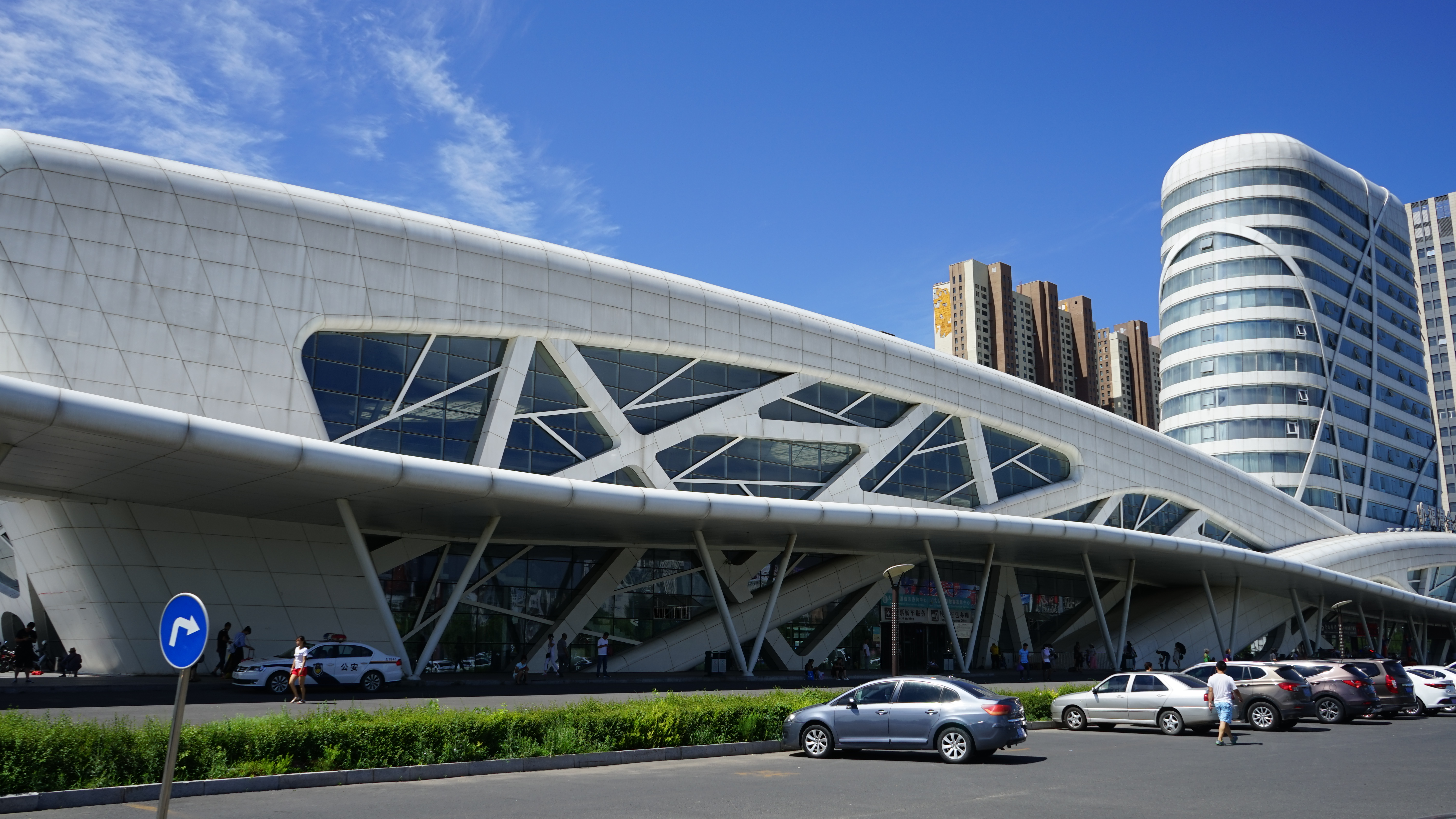
Дацінський пасажирський хаб

### Залізниця
Дацін є великим залізничним вузлом в західній провінції Хейлунцзян і знаходиться на стику Харбінсько-маньчжурської та Тунляо-жанхулуської залізниці. В Даціні є три великих залізничних станції: станція Дацін, Дацінський західний вокзал (колишній Жанхулуський залізничний вокзал) і станція Дацін Східний. Потяги з Даціна пов'язують місто з Пекіном, Харбіном, Даляньом та рядом інших міст Китаю.

### Аеропорт
Аеропорт Сарту Дацін було відкрито 1 вересня 2009 року. з якого здійснюються рейси у такі великі міста, як Пекін, Ченду, Гуанчжоу, Ханчжоу, Ціндао та Шанхай.

### Шосе
Через Дацін проходить дві національні магістральні мережі: G45 Дацін–Гуанчжоу (швидкісна) та дорога G10 Суйфеньхе-Маньчжурія.

## Культура

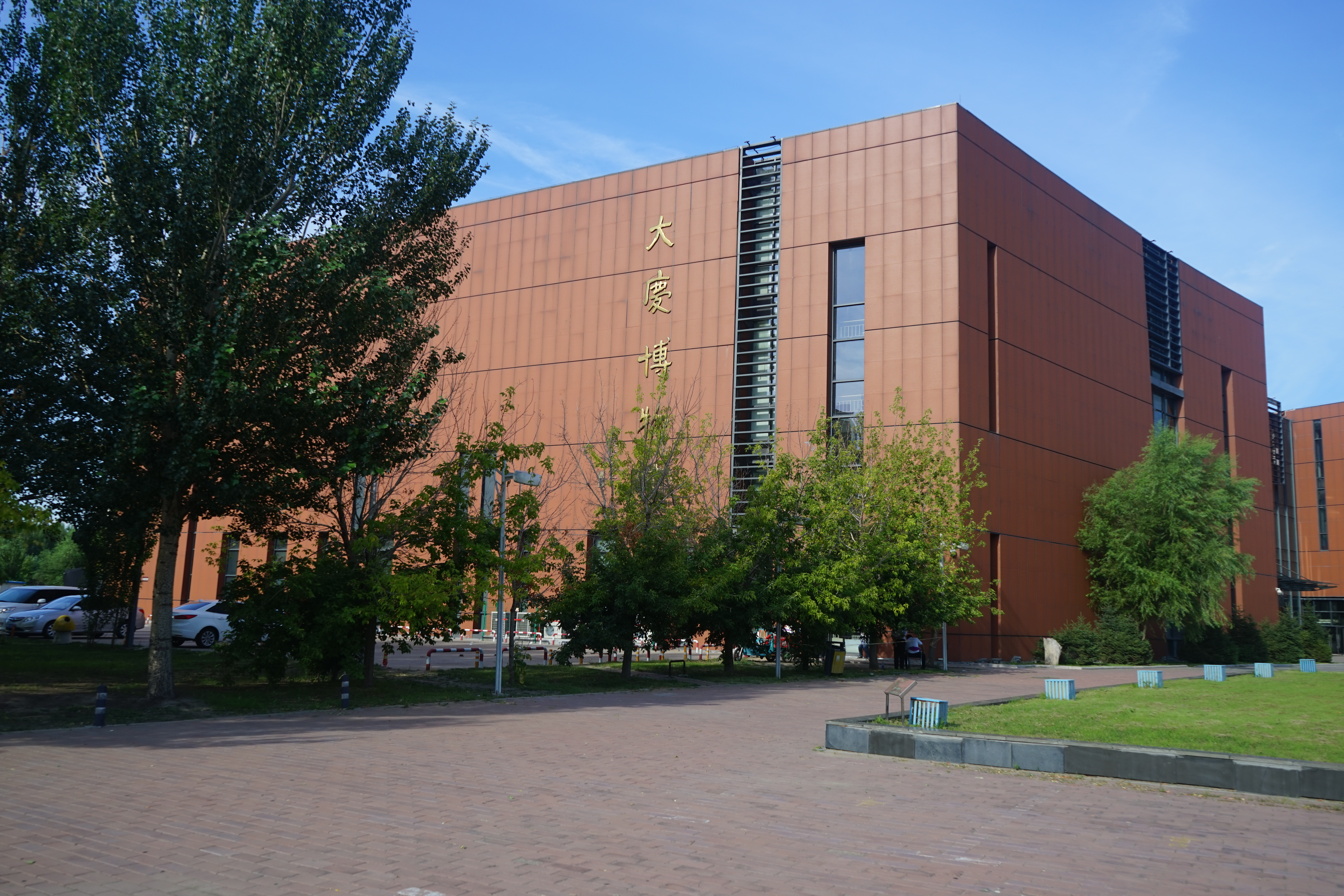
Музей Даціна

Той факт, що Мао Цзедун згадав Дацін у своїх цитатах в 1960-х роках, означало наскільки важливу роль Дацін відігравав в розвитку індустрії Китаю. Довідатися про промисловість Даціну було гаслом під час Культурної революції, розповідаючи людям про місто, як приклад для промислового виробництва.
Для того, щоб висвітлити підприємницьку історію Даціна та діяльність його людей було знято кілька фільмів китайських кінокомпаній: фільм Піонери промисловості (创业) був зроблений на початку 1970-х років, як літературна інтерпретація історії Даціна.

## Міста-побратими

### Китай
- Дунін, Цзінань
- Карамай, Сіньцзян

### Міжнародна
- Східний Лондон, Східний Кейп, Східний Кейп, Південна Африка
- Калгарі, Канада
- Тюмень, Росія
- Чхунджу, Південна Корея